# Ben Whitehead
Benjamin Whitehead (nacido el 15 de mayo de 1977) es un actor inglés, conocido como la nueva voz de Wallace en la franquicia Wallace and Gromit luego del retiro y posterior muerte de Peter Sallis.

## Carrera
Whitehead comenzó a trabajar en películas con Aardman Animations en 2005. En 2008, asumió el papel de voz de Wallace de Peter Sallis convirtiéndose en la voz oficial de Wallace en Wallace & Gromit's Grand Adventures, la aventura episódica de cuatro partes de Telltale Games.
Después de que Sallis se retiró del papel en 2010, Whitehead actuó más tarde como Wallace en Wallace & Gromit's Musical Marvels, Prom 20 de la temporada 2012 de BBC Proms. Fuera de la actuación, Whitehead también es el artista de lectura de Aardman.

## Filmografía

### Películas
| Año  | Título                                         | Papel                                                          | Notas                                                   |
| ---- | ---------------------------------------------- | -------------------------------------------------------------- | ------------------------------------------------------- |
| 2005 | Wallace & Gromit: The Curse of the Were-Rabbit | Mr. Leaching (voz)                                             |                                                         |
| 2008 | A Matter of Loaf and Death                     | Baker Bob (voz)                                                | Cortometraje, sin acreditar, también artista de lectura |
| 2012 | The Pirates! In an Adventure with Scientists!  | El pirata al que le gustan los atardeceres y los gatitos (voz) | (Versión del Reino Unido)                               |
| 2012 | So You Want to Be a Pirate!                    | Locutor (voz)                                                  | Cortometraje                                            |
| 2013 | Secrets of the Dark House                      | Esposo                                                         | Cortometraje                                            |
| 2018 | Early Man                                      | Voces adicionales                                              |                                                         |
| 2024 | Wallace & Gromit: Vengeance Most Fowl          | Wallace (voz)                                                  |                                                         |

### Televisión
| Año           | Título           | Papel         | Notas |
| ------------- | ---------------- | ------------- | ----- |
| 2009-presente | Wallace y Gromit | Wallace (voz) |       |

### Videojuegos
| Año  | Título                                         | Papel                   |
| ---- | ---------------------------------------------- | ----------------------- |
| 2005 | Wallace & Gromit: The Curse of the Were-Rabbit | Mr. Leaching y Hutch    |
| 2009 | Wallace & Gromit's Grand Adventures            | Wallace                 |
| 2015 | Anno 2205                                      | John Rafferty           |
| 2016 | Shadow Tactics: Blades of the Shogun           | Oficial civil masculino |
| 2019 | Layers of Fear                                 | Periodista              |

### Teatro
| Año  | Título                             | Papel         |
| ---- | ---------------------------------- | ------------- |
| 2012 | Wallace & Gromit's Musical Marvels | Wallace (voz) |